# Winter X Games XXII
I Winter X Games XXII sono stati la ventiduesima edizione della manifestazione organizzata dalla ESPN, si sono tenuti dal 25 al 28 gennaio 2018 ad Aspen, negli Stati Uniti d'America.

## Risultati

### Snowboard
| Evento                               | Evento                               | Oro                    | Argento                   | Bronzo                         |
| Uomini                               | Slopestyle                           | Marcus Kleveland       | Darcy Sharpe              | Mark McMorris                  |
| Uomini                               | SuperPipe                            | Ayumu Hirano           | Scotty James              | Ben Ferguson                   |
| Uomini                               | Big Air                              | Maxence Parrot         | Marcus Kleveland          | Yūki Kadono                    |
| Donne                                | Slopestyle                           | Jamie Anderson         | Julia Marino              | Enni Rukajärvi                 |
| Donne                                | SuperPipe                            | Chloe Kim              | Arielle Gold              | Maddie Mastro                  |
| Donne                                | Big Air                              | Anna Gasser            | Reira Iwabuchi            | Jamie Anderson                 |
| Special Olympics Unified Dual Slalom | Special Olympics Unified Dual Slalom | Chris Klug Henry Meece | Hannah Teter Daina Shilts | Silje Norendal Denisa Trmalová |

### Freestyle
| Evento | Evento     | Oro            | Argento         | Bronzo                |
| Uomini | Slopestyle | Henrik Harlaut | Øystein Bråten  | Andri Ragettli        |
| Uomini | SuperPipe  | David Wise     | Alex Ferreira   | Torin Yater-Wallace   |
| Uomini | Big Air    | Henrik Harlaut | Øystein Bråten  | James Woods           |
| Donne  | Slopestyle | Maggie Voisin  | Isabel Atkin    | Jennie-Lee Burmansson |
| Donne  | SuperPipe  | Maddie Bowman  | Brita Sigourney | Cassie Sharpe         |
| Donne  | Big Air    | Sarah Höfflin  | Johanne Killi   | Tess Ledeux           |

### Motoslitta
| Evento                   | Oro             | Argento        | Bronzo          |
| Snowmobile Speed & Style | Brett Turcotte  | Levi LaVallee  | Willie Elam     |
| Snowmobile Freestyle     | Brett Turcotte  | Levi LaVallee  | Justin Hoyer    |
| BikeCross                | Cody Matechuk   | Brock Hoyer    | Kody Kamm       |
| Snow Bike Best Trick     | Rob Adelberg    | Jackson Strong | Robert Haslem   |
| Snow Bike Hill Climb     | Travis Whitlock | Logan Cipala   | Austin Cardwell |

## Medagliere
| Pos.   | Paese       | Oro | Argento | Bronzo | Totale |
| ------ | ----------- | --- | ------- | ------ | ------ |
| 1      | Stati Uniti | 7   | 8       | 9      | 24     |
| 2      | Canada      | 4   | 2       | 2      | 8      |
| 3      | Svezia      | 2   | 0       | 1      | 3      |
| 4      | Norvegia    | 1   | 4       | 1      | 6      |
| 5      | Australia   | 1   | 2       | 0      | 3      |
| 6      | Giappone    | 1   | 1       | 1      | 3      |
| 7      | Svizzera    | 1   | 0       | 1      | 2      |
| 8      | Austria     | 1   | 0       | 0      | 1      |
| 9      | Regno Unito | 0   | 1       | 1      | 2      |
| 10     | Finlandia   | 0   | 0       | 1      | 1      |
| 10     | Francia     | 0   | 0       | 1      | 1      |
| Totale | Totale      | 18  | 18      | 18     | 54     |